# Mission (Colombie-Britannique)
Pour les articles homonymes, voir Mission.
Mission est une municipalité de district de la Colombie-Britannique, au Canada. Elle est située au nord du Fraser, approximativement à 70 km à l'est de Vancouver et à 10 km au nord d'Abbotsford.

## Toponyme
Le nom de la ville provient d'une ancienne mission catholique, St. Mary's Mission (« Mission Sainte-Marie »), fondée en 1861 par le père Léon Fouquet de l'ordre des Oblats de Marie-Immaculée.

## Histoire
En 1860, les pères Oblats de Marie-Immaculée s'établissent à New Westminster. La même année, le père Léon Fouquet arrive au Fraser et fonde la mission St. Mary, ce qui entraîne la création d'une implantation d'Européens, qui deviendra la ville de Mission.
La ville est officiellement enregistrée le 14 juillet 1892 sous la forme administrative de district municipality. En 1922, le centre-ville (bureau de poste, gare ferroviaire, quartiers résidentiels) devient une entité administrative indépendante enregistrée sous le nom de « Mission City ». Le 1er novembre 1969, Mission City fusionne à nouveau avec le district pour former la municipalité actuelle.

## Climat
| Mois                                  | jan.       | fév.       | mars       | avril     | mai       | juin      | jui.      | août      | sep.     | oct.      | nov.       | déc.       | année            |
| ------------------------------------- | ---------- | ---------- | ---------- | --------- | --------- | --------- | --------- | --------- | -------- | --------- | ---------- | ---------- | ---------------- |
| Température minimale moyenne (°C)     | −0,2       | 1,3        | 2,7        | 4,8       | 7,7       | 10,3      | 12,3      | 12,5      | 10,4     | 6,7       | 3,2        | 0,9        | 6,1              |
| Température moyenne (°C)              | 2,5        | 4,7        | 6,8        | 9,7       | 12,6      | 15,1      | 17,9      | 18        | 15,6     | 10,9      | 6,1        | 3,5        | 10,3             |
| Température maximale moyenne (°C)     | 5,1        | 8          | 10,9       | 14,6      | 17,4      | 19,9      | 23,5      | 23,4      | 20,9     | 14,9      | 8,9        | 6          | 14,5             |
| Record de froid (°C) date du record   | −14,4 1957 | −15,5 1989 | −12,2 1955 | −2,8 1954 | −2,2 1954 | 2,2 1976  | 4,4 1957  | 5 1957    | 0,6 1972 | −3,5 1991 | −13,3 1955 | −19,4 1968 | −19,4 29/12/1969 |
| Record de chaleur (°C) date du record | 15,6 1960  | 20,6 1968  | 22,5 1992  | 28 1989   | 36,5 1983 | 42,9 2021 | 37,8 1958 | 36,5 1978 | 36 1988  | 27 1980   | 18,9 1954  | 17,5 1980  | 42,9 28/6/2021   |
| Précipitations (mm)                   | 217        | 190,7      | 154,6      | 129,7     | 102,5     | 100,6     | 63,6      | 74,1      | 77,9     | 141,2     | 252,7      | 260,1      | 1 764,5          |
| dont neige (cm)                       | 19,7       | 11,9       | 3,4        | 0,2       | 0         | 0         | 0         | 0         | 0        | 0,1       | 3,6        | 17,2       | 56               |
| Nombre de jours avec précipitations   | 19,3       | 16,9       | 18         | 15        | 15,6      | 14,4      | 9,7       | 9,6       | 9,8      | 15,4      | 20,7       | 21,6       | 186              |
| Nombre de jours avec neige            | 4,2        | 2,3        | 1,1        | 0,17      | 0,03      | 0         | 0         | 0         | 0        | 0,06      | 0,82       | 3,7        | 12,4             |

| Diagramme climatique                                  |           |              |              |              |               |              |              |              |              |             |           |
| J                                                     | F         | M            | A            | M            | J             | J            | A            | S            | O            | N           | D         |
| 5,1−0,2217                                            | 81,3190,7 | 10,92,7154,6 | 14,64,8129,7 | 17,47,7102,5 | 19,910,3100,6 | 23,512,363,6 | 23,412,574,1 | 20,910,477,9 | 14,96,7141,2 | 8,93,2252,7 | 60,9260,1 |
| Moyennes : • Temp. maxi et mini °C • Précipitation mm |           |              |              |              |               |              |              |              |              |             |           |

## Démographie
| 2001   | 2006   | 2011   | 2016   |
| ------ | ------ | ------ | ------ |
| 31 272 | 34 505 | 36 426 | 38 833 |

## Tournages
- Lake Placid, film américano-canadien réalisé par Steve Miner en 1999.

## Transports
La gare de Mission est le point de départ du West Coast Express vers Vancouver.